# Edo de Waart
Edo de Waart, właśc. Eduard de Waart (ur. 1 czerwca 1941 w Amsterdamie) – holenderski dyrygent.

## Życiorys
Jako dziecko uczył się gry na fortepianie. W latach 1957–1962 studiował w klasie oboju w Muzieklyceum w Amsterdamie. Początkowo występował jako oboista z Koninklijk Concertgebouworkest. W 1960 roku uczęszczał także na letni kurs dyrygentury u Deana Dixona w Salzburgu, później był uczniem Franco Ferrary w Hilversum, gdzie w 1964 roku debiutował jako dyrygent. W 1965 roku zdobył I nagrodę w konkursie im. Dimitriego Mitropoulosa w Nowym Jorku, po czym w latach 1965–1966 był asystentem Leonarda Bernsteina na stanowisku dyrygenta New York Philharmonic. W 1966 roku został zastępcą dyrygenta Koninklijk Concertgebouworkest, w latach 1967–1979 był także dyrektorem muzycznym Netherlands Wind Ensemble, z którym dokonał licznych nagrań płytowych. W 1967 roku dyrygował gościnnie Filharmonisch Orkest w Rotterdamie, później od 1973 do 1977 roku pełnił funkcję jej dyrektora muzycznego. W 1969 roku wraz z Royal Philharmonic Orchestra debiutował w Wielkiej Brytanii. W 1976 roku debiutował w londyńskim Covent Garden Theatre, dyrygując przedstawieniem Ariadny na Naksos Richarda Straussa.
W 1975 roku debiutował z San Francisco Symphony Orchestra, od 1977 do 1985 roku był jej dyrektorem muzycznym. W latach 1979–1982 dyrygował na festiwalu w Bayreuth. W 1980 roku poprowadził przedstawienie Pierścienia Nibelunga Richarda Wagnera na otwarcie nowo oddanego do użytku gmachu Louise M. Davies Symphony Hall. Od 1986 do 1995 roku był dyrektorem muzycznym Minnesota Orchestra w Minneapolis. Pełnił także funkcję dyrektora muzycznego Radio Philharmonisch Orkest w Hilversum (1989–2005), dyrektora artystycznego Sydney Symphony Orchestra (1993–1999) i głównego dyrygenta Hong Kong Philharmonic Orchestra (2004–2012). W 2012 roku przyjął stanowisko głównego dyrygenta Koninklijk Filharmonisch Orkest, którą prowadził do sezonu 2015/2016. W 2016 roku został dyrektorem muzycznym New Zealand Symphony Orchestra.
Kawaler Orderu Lwa Niderlandzkiego (2004) oraz Kawaler Orderu Australii (2005).